# Myriopus stenophyllus
Myriopus stenophyllus är en strävbladig växtart som först beskrevs av Ignatz Urban, och fick sitt nu gällande namn av Feuillet. Myriopus stenophyllus ingår i släktet Myriopus och familjen strävbladiga växter. Inga underarter finns listade i Catalogue of Life.